# 用心聽·用心做
「用心聽·用心做」計劃（英語：Listening·Responding）是港鐵公司於2012年3月推出的計劃，內容包括投放10億港元用以提升列車服務、改善車站設施及加強對乘客的資訊發放，從而提升服務質素。

## 計劃內容

### 縮短候車時間
加密班次
- 於2012年3月24日起：（每周增加368班）[1]
  - 荃灣綫星期一至五繁忙時間列車服務加密8秒至2分鐘正一班，而黃昏繁忙時間提前於下午5時開始，每星期增加170班列車。
  - 荃灣綫、港島綫加強星期一至五緊接繁忙時間後15-45分鐘的列車班次，每星期共增加40班列車。
  - 荃灣綫、觀塘綫加強星期六13:00-14:00及17:00-18:00的列車班次，加密半分鐘至3分鐘一班，荃灣綫、觀塘綫、港島綫加強星期日的列車班次，早上8:45至晚上8:30（荃灣綫和觀塘綫）及早上8:45至下午1:00（港島綫）。兩項合共每星期共增加158班列車。
- 於2012年8月27日起：（每周增加285班）[2]
  - 觀塘綫星期一至五繁忙時間每日增加10班車，緊接早上和黃昏繁忙時間後每日增加6班車，星期五晚上時段增加12班車。
  - 將軍澳綫星期一至五繁忙時間於08:30增加一班由將軍澳站開出至北角站的列車。
  - 西鐵綫星期一至五黃昏繁忙時間列車班次加密至3.5分鐘一班，一至日非繁忙時間列車服務加密至6-7分鐘一班。
- 於2012年11月12日起：（每周增加6班）
  - 將軍澳綫星期一至六繁忙時間於07:12增加一班由康城站開出至北角站的列車。
- 於2012年11月24日起：（每周增加530班）[3]
  - 東涌綫星期六10:00-22:00、星期日08:30-22:00加強至6分半鐘一班；晚間繁忙時間列車服務由1+1改為2+1；平日非繁忙時間加強至6-7分鐘一班。每周共增加303班列車。
  - 觀塘綫及荃灣綫逢星期六09:30至19:30加強至兩分半鐘一班，而晚上19:30至午夜加強至4分鐘一班。
- 於2013年4月20日起：（每周增加12班）
  - 東鐵綫星期六11:00-14:00，每小時增加4班來往紅磡站至羅湖站及落馬洲站的列車。
- 於2013年8月26日起：[4]
  - 港島綫星期一至五上午繁忙時間高峰於08:30額外增加一班由北角站開出至上環站的列車，和於08:47增加一班由上環站開出至柴灣站的列車。
  - 西鐵綫星期一至五上午繁忙時段高峰於08:18在天水圍站加插一班往紅磡的列車。星期一至五下午繁忙時段過後19:30-22:00每小時增加一班列車，2200-23:30列車班次提升至5 分半一班。
- 於2013年8月31日起：[4]
  - 西鐵綫星期六晚上七時半至十一時半，列車班次提升至5分半一班。

於2013年8月26日和8月31日開始增加的列車班次將為每周增加63班列車。
- 於2013年11月8日起：（每周增加49班）[4]
  - 港島綫星期五晚上時段下午繁忙時段過後至晚上十一時半，列車班次加強至約4分鐘一班。
  - 觀塘綫及荃灣綫逢星期五晚上時段下午繁忙時段過後至晚上十一時半，列車班次加強至約3分半鐘一班。
- 於2014年4月7日起：（每周增加313班）[5]
  - 港島綫及觀塘綫星期一至五下午繁忙時段17:00-19:00列車班次分別提升至2分04秒和2分20秒一班，每星期分別共增加90班和20班列車。
  - 觀塘綫及荃灣綫星期一至四晚上時段下午繁忙時段過後至晚上十一時半，列車班次加強至4分10秒一班。星期日下午五時至八時，列車班次加強至3分05秒一班。觀塘綫每星期增加65班列車，荃灣綫每星期增加80班列車。
  - 東鐵綫星期一至五下午六時至八時，列車班次加強至3分20秒一班。星期五和星期六晚上八時至九時、星期日早上九時至下午五時和晚上九時至十時，列車班次加強至約3分半鐘一班，每星期共增加58班列車。
- 於2014年8月29及30日起：（每周增加16班）[5]
  - 西鐵綫星期五和星期六晚上七時半至十一時二十分，加開8班列車，列車班次提升至5分鐘一班。

共增加班次1337班，包括：
| 路線     | 每周增加班次 |
| -------- | ------------ |
| 東涌綫   | 303          |
| 觀塘綫   | 371          |
| 荃灣綫   | 468          |
| 港島綫   | 134          |
| 將軍澳綫 | 11           |
| 東鐵綫   | 70           |
| 西鐵綫   | 260          |

增購列車

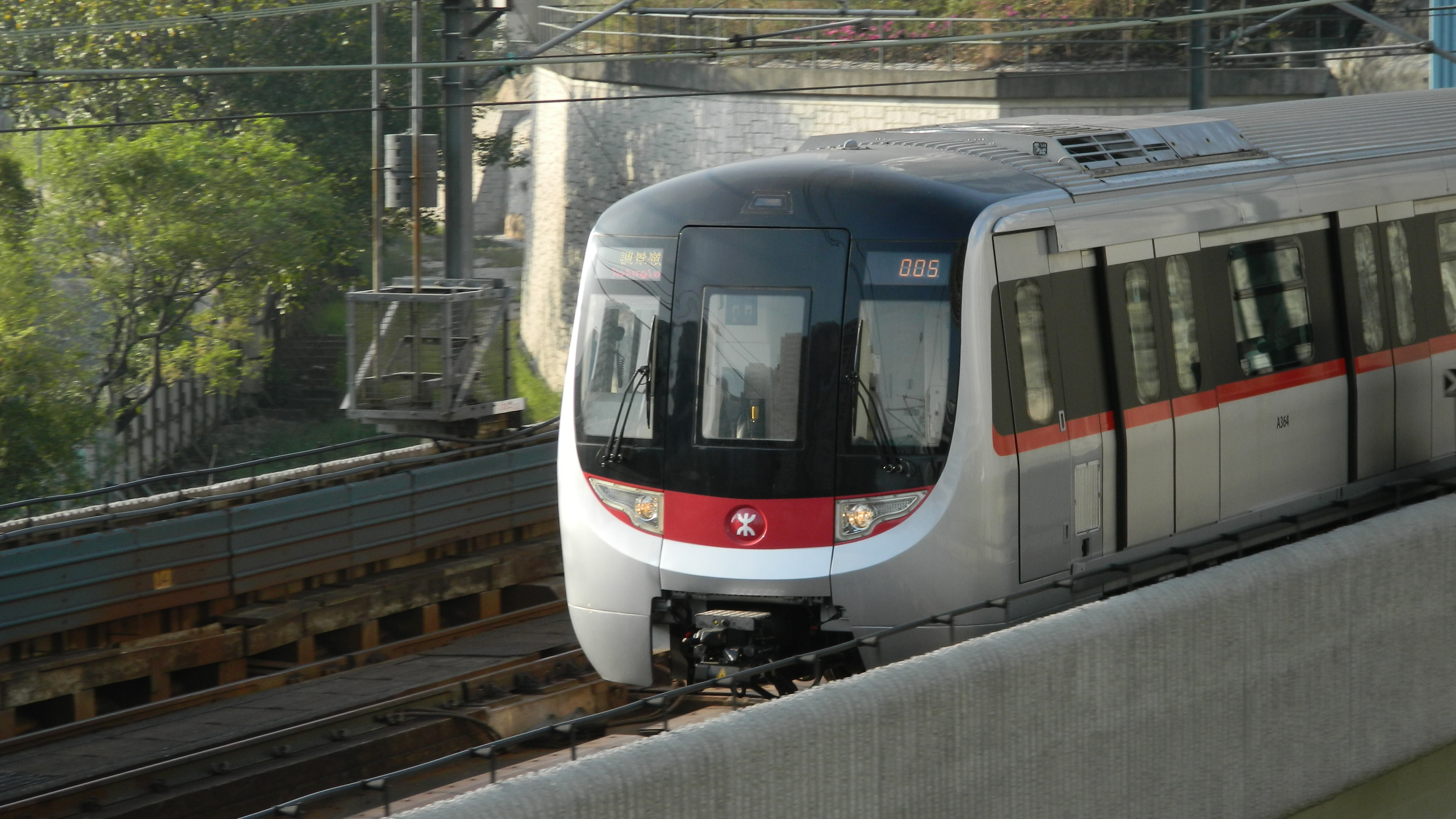
第8列中國製列車

除了已經購入的10列外，港鐵將會額外訂購4列相同的中國製列車，預計於2014至2015年運抵香港。但是長客指港鐵總共購入22列列車，至2013年7月，第22列列車已經抵港。

### 提升設施
加建無障礙設施
- 長沙灣站A3出口的升降機於2012年4月26日啟用。[6]
- 深水埗站及佐敦站出口的升降機於2012年5月16日啟用。[7]
- 上環站東大堂增加洗手間、站內升降機及站外升降機，於2012年8月26日啟用。[8]

善用資訊科技
- 設於旺角站的「電子『傳』方位」於2012年5月2日開放供乘客試用。[9]
- 2012年6月14日推出iOS流動應用程式「Next Train」及「MTR Tourist」。[10]
- 2012年9月28日更新iPhone及Android版MTR Mobile流動應用程式，推出iPhone及Android的Traffic News流動應用程式提供故障消息，及城際直通車應用程式供查閱直通車資料。[11]

## 意見
有報導指，有市民不滿港鐵並無加密東鐵綫及馬鞍山綫之班次，促請港鐵亦同時加密該兩條鐵路線之班次。

## 外部連結
- 港鐵 - 用心聽·用心做 （页面存档备份，存于）